# مايك كاروسو
مايك كاروسو (بالإنجليزية: Mike Caruso)‏ هو لاعب كرة قاعدة أمريكي، ولد في 27 مايو 1977 في كوينز في الولايات المتحدة.

## وصلات خارجية
- مايك كاروسو على موقعبيزبول رفرنس.كوم (الدوري الرئيسي) (الإنجليزية)
- مايك كاروسو على موقعبيزبول رفرنس.كوم (الدوري الثانوي) (الإنجليزية)